# Schauburg (Dresden)

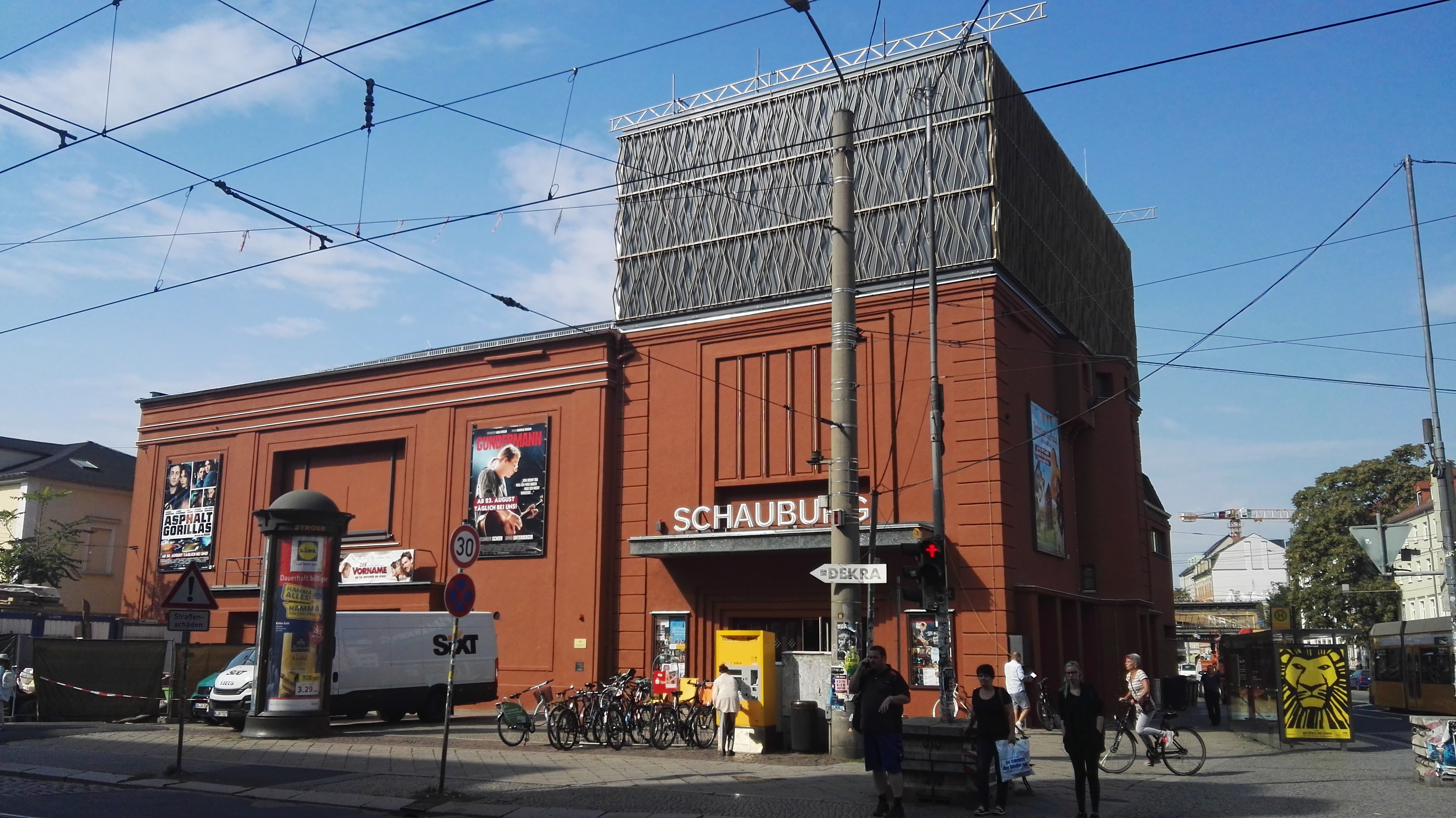
Schauburg Dresden (September 2018)

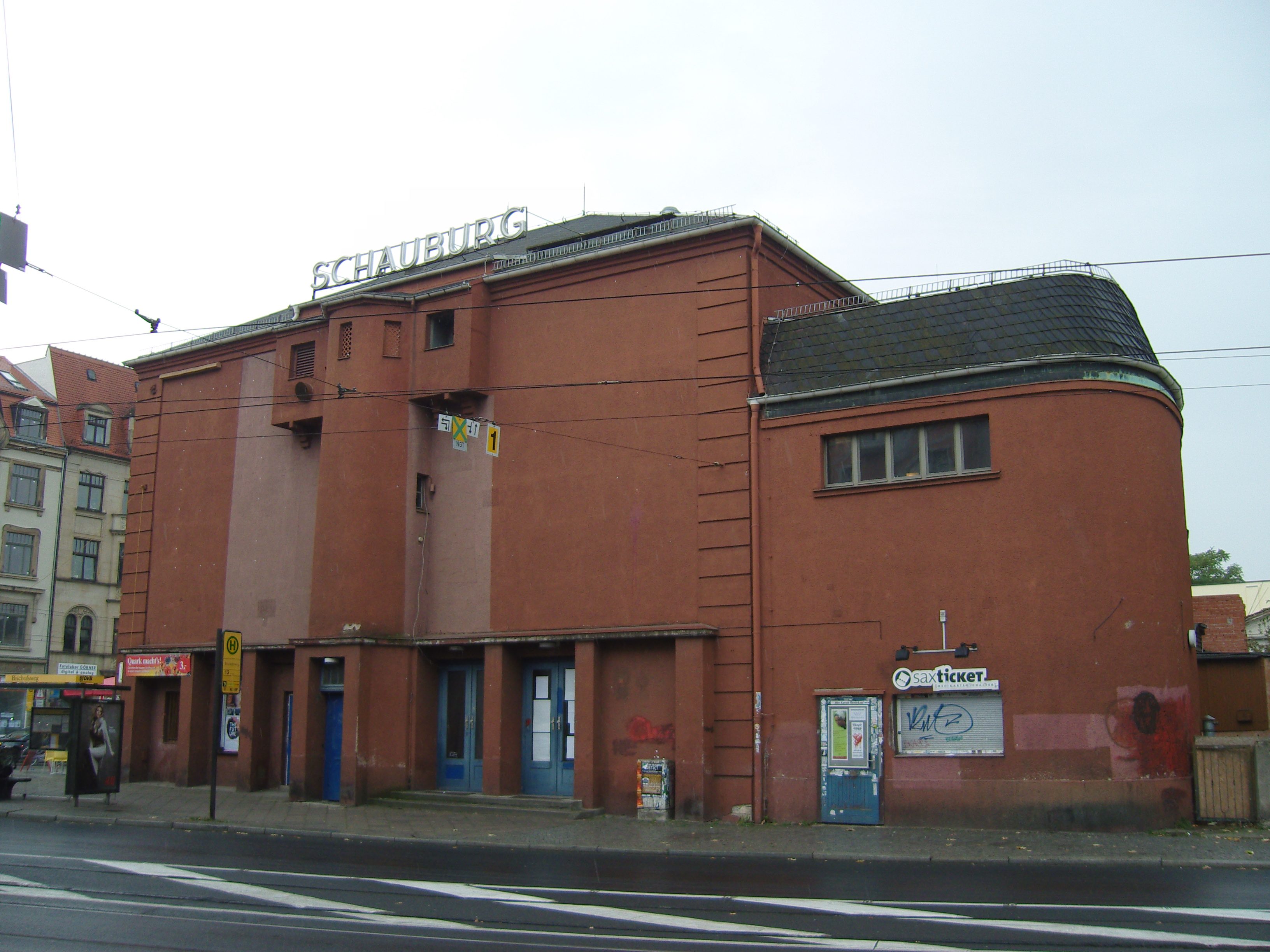
Ansicht vom Bischofsweg aus (vor Umbau)

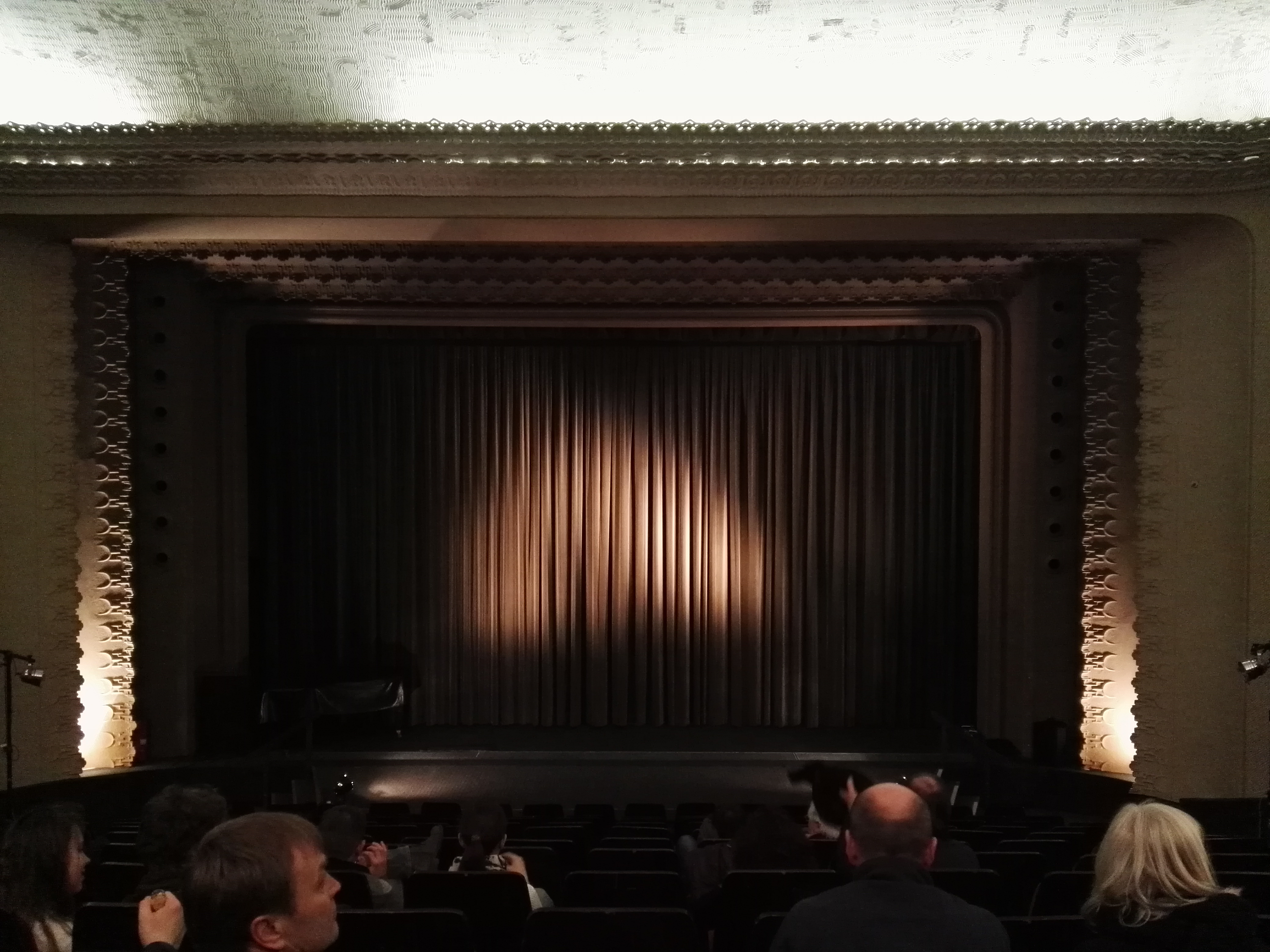
Blick in den Kinosaal

Das Filmtheater Schauburg ist ein traditionsreiches, seit 1927 bestehendes Kino in Dresden mit rund 800 Plätzen in fünf Sälen und Mitglied der Arbeitsgemeinschaft Kino – Gilde deutscher Filmkunsttheater.

## Standort
Die Schauburg befindet sich in der Äußeren Neustadt an der Kreuzung der Königsbrücker Straße mit dem Bischofsweg.

## Beschreibung
Die  „Tempelfront“ des Festspielhauses Hellerau wurde Vorbild für viele Bauten der Moderne in den 1920er Jahren. Eine „vereinfachte Tempelfront“ hat auch das Filmtheater Schauburg. Diese Tempelfront bilden die am Ausgang befindlichen Pylone. „Gesimse, Eckquaderung, die Rahmung größerer Flächen und die Pylone des Ausgangs (als vereinfachte Tempelfront) wirken neoklassizistisch“. Der Baukörper ist kompakt mit einem flachen Walmdach und hat heute eine Farbgebung in Englisch-Rot.

## Geschichte
Die Schauburg wurde in den Goldenen Zwanziger Jahren nach den Plänen des Architekten Martin Pietzsch gebaut. Die Eröffnung dieses ersten freistehenden Kinos in Dresden fand am 15. Oktober 1927 statt. Das Kino bestand damals bis in die Zeit nach dem Zweiten Weltkrieg aus nur einem Saal mit 1000 Sperrholz-Sitzplätzen und verfügte über eine für die Stummfilmzeit typische Kinoorgel sowie einen Orchestergraben. Erster Betreiber war Arnulf Huyras, nach dem heute einer der Säle benannt ist.
Von den Luftangriffen auf Dresden 1945 blieb das Kino verschont. Bis April 1945 wurden noch Filme gezeigt. Anschließend wurde Huyras enteignet und die sowjetische Kulturbehörde ließ in der Schauburg ein Varieté einrichten. Nachmittags wurden Filme gezeigt. Anschließend war die Schauburg ein Jahr lang Veranstaltungsraum des Zirkus Sarrasani, dessen Haus im Krieg zerstört worden war. Daneben fanden verschiedene politische Veranstaltungen statt, wie die Gründungsversammlung des Freien Deutschen Gewerkschaftsbunds für Dresden und Sachsen im Juli 1945, eine Großkundgebung der SPD am 29. Juli und die Eröffnung einer „Kulturwoche“ für Sachsen im März 1946.
Am 3. Juni 1946 fand die Wiedereröffnung des Kinos unter Führung des sowjetischen Filmverleihs Sojusintorgkino (russ. Союзинторгкино) statt. Der erste gezeigte Film war Stürmischer Lebensabend. Außerdem spielte Fritz Seidel die Hupfeld-Orgel und sang Herbert Ernst Groh unter Begleitung des Pianisten Bernhard Derksen Arien und Lieder.
1953 wurde die SG Dynamo Dresden in der Schauburg gegründet.
Mit der Entwicklung der Filmtechnik wurde das Kino 1956 auf die Breitwandtechnik „Totalvision“ umgestellt. Die Bildbreite wuchs von 6 auf 10,5 Meter. Außerdem erhielt der Saal neue Lautsprecher, die Wände wurden neu bespannt. Aus Kostengründen musste auf eine ursprünglich vorgesehene Klimaanlage verzichtet werden.
Bis zur Eröffnung des Rundkinos 1972 war die Schauburg Dresdens größtes Kino und zugleich Stätte der Erstaufführungen in der Stadt. In den 1970er Jahren wurden „Visionsbars“ eingebaut. In einem abgetrennten Raum konnten Gäste bei gedämpftem Licht gleichzeitig den Film verfolgen, sich unterhalten und Speisen sowie Getränke zu sich nehmen.
Nach der Wende gehörte die Schauburg bis zur vorübergehenden Schließung 1992 der Neuen Constantin Film GmbH. Am 5. Mai 1994 folgte die Neueröffnung der Schauburg nach umfassender Sanierung und einer Erweiterung auf drei Säle. Eigentümer ist seitdem die Kieft und Kieft GmbH.
Bei einem weiteren Umbau 2017/18 wurde das Programmkino um zwei Säle unter dem dafür angehobenen Dach und im Keller erweitert. Damit hat es wieder fast die Kapazität von 1927.

## Gegenwart und Pläne
Durch ein alternatives Kinoprogramm kann sich die Schauburg mit seit 1998 konstanten Besucherzahlen gegen die großen Multiplex-Kinos Dresdens behaupten. Das Kino wird von der Nickelodeon FTB Dresden GmbH betrieben.
Seit dem vom Dresdner Büro G.N.b.h. Architekten, Grill und Neumann Partnerschaft mbB, geplanten Umbau verfügt die Schauburg über mehr als 800 Innenplätze. Nach einer Umbauphase von elf Monaten nahm sie ihren Betrieb mit einer Teileröffnung wieder auf; seit Oktober 2018 sind alle fünf Säle in Nutzung. Letzte Arbeiten fanden im April 2019 im Freiluftkino im Hof statt.
Die Schauburg hat folgende Säle:
- Sergio-Leone-Saal (400 Plätze)
- Fritz-Lang-Saal
- Tarkowski-Saal
- Arnulf-Huyras-Saal
- Charles-Chaplin-Saal